# آلن وست
آلن وست (انگلیسی: Allen West; ۲ اوت ۱۸۷۲ – ۱ اوت ۱۹۵۲) تنیس‌باز اهل ایالات متحده آمریکا بود.